# Une bonne pour monsieur, un domestique pour madame
Une bonne pour monsieur, un domestique pour madame è un cortometraggio del 1910 diretto da Lucien Nonguet.

## Trama
Un servitore ruba una nota di invito per un ballo dalla cassetta delle lettere del suo padrone. Indossa quindi i vestiti del suo datore di lavoro, portando con sé una cameriera dalle maniere ugualmente stravaganti e rozze come lui.